# Südkoreanische Badmintonmeisterschaft 1962
Die Südkoreanische Badmintonmeisterschaft 1962 fand Anfang Dezember 1962 in Seoul statt. Es war die vierte Austragung der nationalen Titelkämpfe von Südkorea im Badminton.	

## Finalergebnisse
| Disziplin    | Sieger                     | Finalist                     | Ergebnis |
| ------------ | -------------------------- | ---------------------------- | -------- |
| Herreneinzel | Ahn Douck                  | Kim Bok-man                  | 2-0      |
| Dameneinzel  | Park Jeom-sun              | Park Jin-soo                 | 2-0      |
| Herrendoppel | Ahn Douck Song Jeon-seop   | Song Jeon-seop Park Jin-dong | 2-0      |
| Damendoppel  | Park Jeom-sun Park Eun-hee | Park Jin-soo Kim Kwang-ja    | 2-1      |
| Mixed        | nicht ausgetragen          |                              |          |